# The Passenger
The Passenger är en låt av Iggy Pop som lanserades på hans andra studioalbum Lust for Life 1977. Den var även b-sida till singeln Success. Texten skrevs av Pop medan han befann sig i Berlin tillsammans med David Bowie, och musiken komponerades av gitarristen Ricky Gardiner. Bowie medverkar även som sångare i låtens refräng. Texten är löst baserad på en dikt av Jim Morrison. Trots att låten aldrig släpptes som a-sidesingel betraktas den ofta som en av Iggy Pops mest välkända låtar och spelas ofta på radiokanaler med formatet klassisk rock. 1998 nådde låten listplacering i Storbritannien efter att den använts i en reklamfilm för Toyota.
Låten spelades in av Siouxsie and the Banshees på coveralbumet Through the Looking Glass som släpptes 1987. Deras version släpptes även som singel och nådde #41 på UK Singles Chart.